# Martin Telser
Martin Telser (* 16. Oktober 1978) ist ein ehemaliger liechtensteinischer Fußballspieler. 

## Karriere
Telser erlernte das Fußballspiel beim FC Balzers und begann dort 1995 auch seine Aktivenkarriere. 1999 wechselte er zum Liechtensteiner Vorzeigeklub FC Vaduz. 2001 stieg er mit dem Klub aus der 1. Liga in die Nationalliga B auf. Bis zu seinem Wechsel zurück zu Balzers im Sommer 2006 kam er bei Vaduz zu 140 Zweitligaeinsätzen. In jeder seiner sieben Spielzeiten gewann er mit Vaduz zudem den Liechtensteiner Cupwettbewerb. Bei seinem letzten Cupsieg 2006 erzielte er in der Verlängerung gegen den FC Balzers den Treffer zum 4:2-Endstand.
Sein Debüt in der Liechtensteiner Fussballnationalmannschaft gab Telser in einem WM-Qualifikationsspiel im November 1996 gegen Mazedonien (Endstand 0:11). Sein einziges Länderspieltor gelang ihm im Oktober 1998 beim historischen Sieg über Aserbaidschan während der EM-Qualifikation 2000. Dies war der erste Pflichtspielsieg einer Liechtensteiner Nationalmannschaft. Zu seinem letzten seiner insgesamt 73 Länderspiele kam der gelernte Sanitärmonteur am 17. Oktober 2007 bei einem 3:0-Sieg über Island in der Qualifikation zur Euro 2008. Mit 73 Einsätzen steht er an vierter Stelle der Rekordinternationalen Liechtensteins, lediglich Mario Frick, Daniel Hasler und Martin Stocklasa wurden öfter eingesetzt.
Im Sommer 2009 beendete Telser seine Karriere.

## Erfolge
- Liechtensteiner Cupsieger: 2000, 2001, 2002, 2003, 2004, 2005, 2006